# عمر حتاملة
عمر حتاملة هو مستشار رئيسي للذكاء الاصطناعي في مركز غودارد لرحلات الفضاء التابع لناسا. كما أنه يقود استراتيجية ناسا لتكنولوجيا المعلومات في مقر ناسا. تمتد مسيرته المهنية في وكالة ناسا لأكثر من 26 عامًا، تولى خلالها أدوارًا محورية مختلفة، وساهم بشكل كبير في التقدم التكنولوجي والعلمي للمنظمة.

## التعليم
يحمل الدكتور حتاملة أربع شهادات في الهندسة، وبالإضافة إلى مهاراته التقنية فهو متعدد اللغات؛ إذ يتحدث أربع لغات. نال عمر مجموعة شهادات من التخصصات الهندسية والقيادية. بدأ رحلته الأكاديمية بالحصول على بكالوريوس العلوم في الهندسة الميكانيكية من الجامعة الأردنية في عام 1994. ثم واصل دراسته في الولايات المتحدة، وحصل على درجة الماجستير في العلوم في الهندسة الميكانيكية من جامعة كاليفورنيا الولائية، ثم ماجستير في الهندسة في هندسة المواد من جامعة ولاية كارولينا الشمالية. كما عزز عمر خبرته بالحصول على درجة دكتوراه في الفلسفة في الهندسة الميكانيكية من جامعة كارولينا الجنوبية. وبالإضافة إلى تعليمه الفني، واصل تطوير القيادة التنفيذية، وحصل على شهادات من برامج مشهورة في جامعة كورنيل وجامعة ستانفورد. وفي جامعة كورنيل، أكمل برنامج شهادة القيادة التنفيذية، وفي جامعة ستانفورد، شارك في برنامج شهادة القرارات الإستراتيجية وإدارة المخاطر.

## الحياة المهنية
يتمتع عمر حتاملة بمسيرة مهنية متميزة في وكالة ناسا، تمتد لأكثر من 26 عامًا مع مجموعة متنوعة من الأدوار الرئيسية التي تسلط الضوء على خبرته في مجال الابتكار وتكامل التكنولوجيا والذكاء الاصطناعي. يشغل حاليًا منصب الرئيس التنفيذي للذكاء الاصطناعي في مركز غودارد لرحلات الفضاء التابع لناسا، ويقود مبادرات الذكاء الاصطناعي في المركز. قبل ذلك، كان يشغل منصب القائم بأعمال الرئيس التنفيذي للذكاء الاصطناعي والمستشار الرئيسي للذكاء الاصطناعي والابتكار، حيث لعب دورًا حاسمًا في دمج الذكاء الاصطناعي عبر عمليات ناسا. بصفته قائدًا لاستراتيجية تكنولوجيا المعلومات في وكالة ناسا ومديرًا للتكامل التكنولوجي، لعب عمر دورًا فعالًا في مواءمة الجهود التكنولوجية للموارد الكوكبية في الموقع لدعم مهام الاستكشاف المستقبلية. ومن عام 2015 إلى عام 2020، شغل منصب الرئيس التنفيذي للابتكار في مركز جونسون للفضاء، حيث عزز الحلول الإبداعية للتحديات المعقدة. ساهم عمر أيضًا كمدير تنفيذي لبرنامج دراسات الفضاء في جامعة الفضاء الدولية، حيث أدار التخطيط السنوي وتنفيذ البرامج على مستوى العالم. في وقت سابق من حياته المهنية، شغل مناصب مختلفة في ناسا، بما في ذلك نائب كبير العلماء، ومدير علاقات التكنولوجيا، ومدير التطوير المتقدم، وعالم أبحاث، ومدير النظام الفرعي NSE، ومهندس أول/قائد. بالإضافة إلى ذلك، شارك عمر في تأليف كتاب بين العقول (بالإنجليزية: Between Brains)‏ الذي يستكشف آثار الذكاء الاصطناعي على المجتمع.
يتضمن الدور الحالي للدكتور حتاملة دمج جهود تكنولوجيا الذكاء الاصطناعي لتسهيل مساعي الاستكشاف المستقبلية، وقبل منصبه الحالي، كان يشغل منصب كبير مسؤولي الابتكار للهندسة في وكالة ناسا والمدير التنفيذي لبرنامج دراسات الفضاء في جامعة الفضاء الدولية. في وقت سابق من حياته المهنية، شغل منصب نائب كبير العلماء في مركز أبحاث أميس التابع لناسا (ARC)، حيث كان مسؤولاً عن تحديد مجالات البحث العلمي الناشئة ودعم التقنيات التي يمكن أن تعزز قدرات المركز.

## المنشورات والمحاضرات
يتمتع عمر حتاملة بسجل منشور كبير، حيث نشر أكثر من 33 مقالة في مجلات دولية في مجال الهندسة. وهو أيضًا مؤلف مشارك لكتاب بين العقول، الذي يبحث في آثار الذكاء الاصطناعي والتكنولوجيا على مستقبل العمل والأخلاق والمجتمع والاقتصاد.
حتاملة أيضاً متحدث رئيسي مطلوب، حيث دُعي للتحدث في العديد من المناسبات الوطنية والدولية. وتشمل مشاركاته المتحدثة مؤتمرات الابتكار الكبرى والمنظمات البارزة مثل Google وIBM وصندوق الاستثمار الأوروبي، حيث يشارك رؤى حول الذكاء الاصطناعي والتكنولوجيا والابتكار.

## الجوائز
طوال حياته المهنية، حصل الدكتور حتاملة على العديد من الجوائز المرموقة من وكالة ناسا، بما في ذلك وسام الإنجاز الفضي، وجائزة ناسا للابتكار، وجائزة الإنجاز المتفوق.